# Genealogista
Un genealogista és una persona entesa en genealogies i llinatges, i que escriu sobre ells.
Existeixen diferents organismes que capaciten, acrediten i certifiquen als genealogistes, els més reconeguts són: Association of Professional Genealogists, National Genealogical Society, Board for Certification Of Genealogists, etc.
Els genealogistes poden organitzar-se en Societats Genealògiques independents en tot nivell: local, regional, estatal, o per país. A Catalunya aquesta organització és la Institució Catalana de Genealogia i Heràldica, mentre que al País Valencià és la Societat Valenciana de Genealogia i Heràldica. A la Catalunya Nord existeix l'Associació Catalana de Genealogia. Les més famoses pel seu treball i contribució a la genealogia són la Genealogical Society of Utah i la Societat Genealógica del Nord de Mèxic.